# Qawra
Qawra Málta egyik leggyorsabban fejlődő városa Malta szigetének északi részén, a Szent Pál-öböl és a Salina-öböl közti Ras il-Qawra félszigeten (Qawra Point), San Pawl il-Baħar helyi tanácsának területén. A vele összeépült Buġibbával együtt alkotják Málta egyik legfontosabb turistakörzetét, amely leginkább viszonylag olcsóbb szállodáiról ismert.

## Története

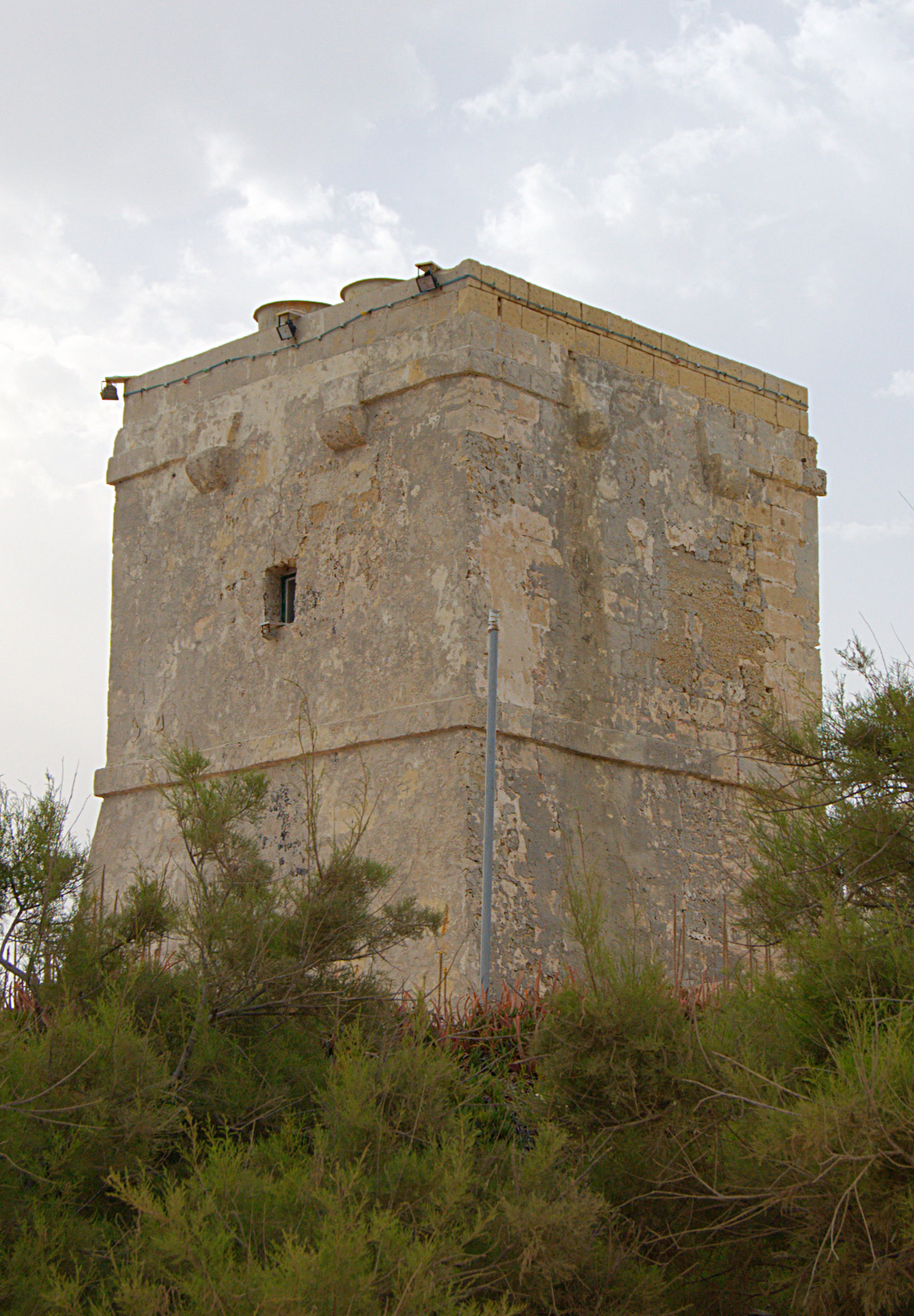
Az Qawra torony

Qawra két, történelmileg fontos öböl között jött létre, a környéken több római emlék is fennmaradt, ám a város területén 1637-ben épült először egy őrtorony, amelyet Jean Paul Lascaris-Castellar johannita nagymester építtetett az öblök felügyeletére. Ez a két szemközti félszigetcsúcson álló Għajn Ħadid toronnyal és Għallis toronnyal együtt őrizte az öblök bejáratát. A torony köré csak a 19-20. században kezdtek nyaralókat építeni, főleg a kikötők környékéről elvágyó máltaiak. Első temploma a Szent Mihály arkangyal-templom (Knisja San Mikiel, St. Michael church) volt Salina és Baħar iċ-Ċagħaq közelében. A kis nyaralóépületek közé csak a 20. század második felében kezdtek szállodákat építeni, ám a turisták igényeinek megfelelő szállodák a helyiek számára idegenné tették a helyet. Mára a környék európaivá alakult, éttermekkel, kaszinóval, pubokkal és night clubokkal, a máltaiak lehetőleg elkerülik. Homokos tengerpartja kicsi, de a sziklákon is le lehet jutni a vízhez, a part menti sétányt szépen kiépítették. A fürdőzésen kívül a vízisportok kedvelőit is számos lehetőség várja. A nyaralóövezet két városa közül Qawra kínál magasabb színvonalat, míg Buġibba az alacsony árairól ismert.
Az 1955-ben két buġibbai garázsban létrehozott kápolna, majd a helyén épült templom idővel nem tudta kielégíteni a helyiek és a keresztény turisták igényeit, ezért 1988-1994 templom és ferences kolostor épült Qawrában is. 2004. december 8-án a két város önálló plébánia lett Assisi Szent Ferenc védelme alatt, Qawrában felépült új templomát Richard England máltai építész tervezte.

## Nevezetességei
- Torri tal-Qawra (Qawra Tower): 1637-ben Lascaris-Castellar nagymester utasítására épült őrtorony ma is a félsziget csúcsán áll
- Római sólepárlók: Salina Bay partján találhatók
- Assisi Szent Ferenc plébániatemplom (Knisja San Franġisk): Málta kevés modern templomának egyike

## Közlekedése
Autóval az északkeleti parton haladó főútról néhány perc alatt elérhető a San Pawl-i elkerülőnél lekanyarodva.
Az autóbuszvonalak jó része közvetlenül nem érinti, a közeli buġibbai pályaudvarról azonban szinte mindenhová el lehet jutni. Közvetlen járatai:
- Valletta felől: 57, 159 (Buġibba)
- Sliema felől: 70 (végállomás), 652 (Golden Bay)

## Képgaléria

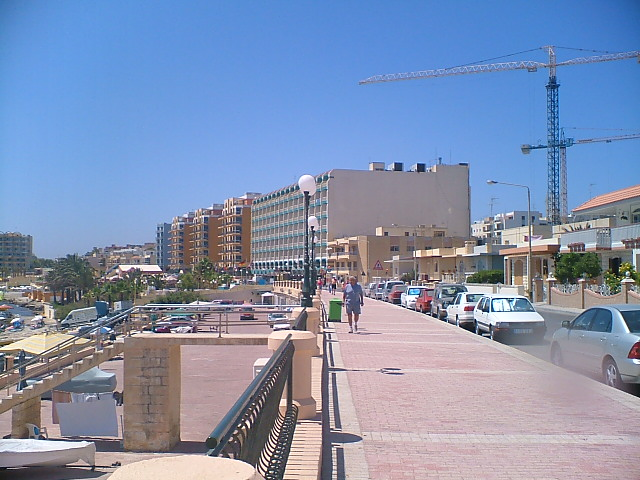
Qawra tengerpartja
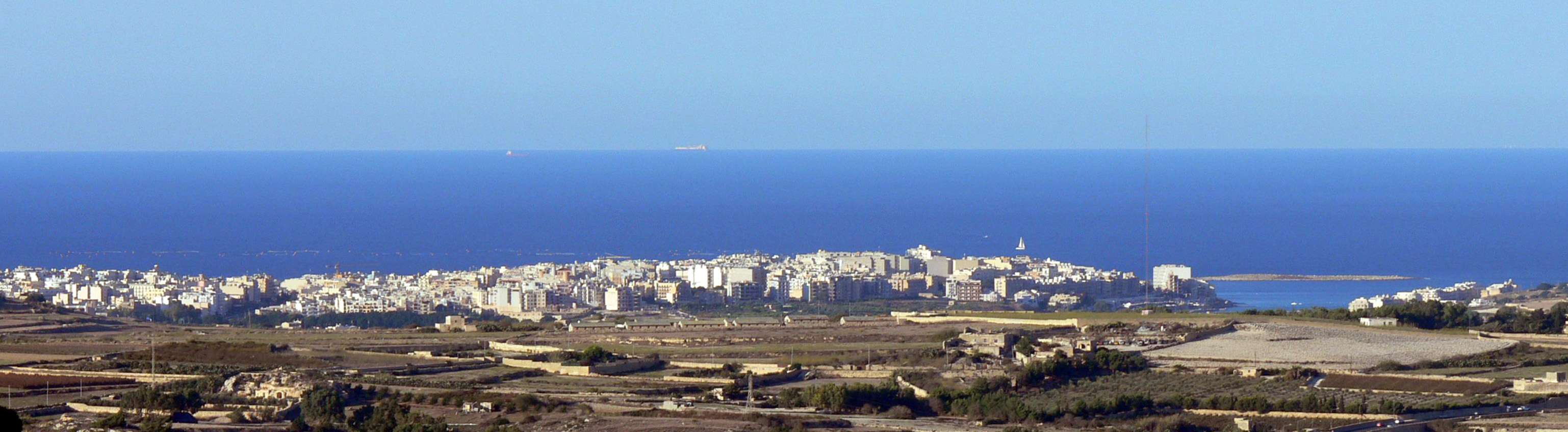
Buģibba és Qawra panorámája Mdinából nézve